# Zell am See
Zell am See er en kommune og by i den østrigske delstat Salzburg. Byen er endvidere hovedby i distriktet Zell am See, der i daglig tale kaldes Pinzgau. Byen Zell am See er efter Saalfelden den næststørste kommune i Pinzgau med omkring 10.000 indbyggere.

## Geografi
Zell am See ligger i det såkaldte Zeller-bækken, der forbinder Saalach og Salzachtal. I centrum af bækkenet ligger den knap fire kilometer lange, omkring 1 kilometer brede og 68 meter dybe Zeller See.
Da Zeller See oprindelig strakte sig længere mod nord og syd og havde udløb i Salzach, findes store sumpområder fortrinsvis mod syd, der tørlægges siden det 18. århundrede. Området har en karakteristisk form som en jordnød og har et areal på omkring 4,7 km².
Ved Zell am See ligger bjerget Schmittenhöhe, som i dag anvendes til vintersportsaktiviteter. Bjerget Hundstein ved Thumersbach er med sine 2.117 meter det højeste bjerg i Salzburger Skifferalper.
Bymæssigt består Zell am See af fem katastralgemeinden:
- Bruckberg
- Erlberg
- Scmitten
- Thumersbach
- Zell am See

## Historie
I 1.100 meters højde har man i Zell am See fundet primitive smelteovne fra yngre bronzealder. Fund af kar fra 30 til 160 e.Kr. viser, at der er gået handelsveje via Zell am See, og at romerne har haft beboelser i området.
I 740 grundlagde munke for Salzburgs ærkebiskop Johannes byen "Cella in Bisonzio". I 743 nævnes byen første gang i et officielt dokument. Zell am See hører til en af de ældste bajuvariske besættelser i Pinzgau. I middelalderen er byen præget af kirkens indflydelse. I 1357 får byen købstadsrettigheder.
I bondekrigen tabte de oprørske pinzgauer bønder det afgørende slag den 1. juli 1526 under ledelse af Peter Paßler ved Zell am See. Zell am Sees indbyggere (der kaldes Zellere) deltog imidlertid ikke i bondeopstanden, da de havde opnået særlige rettigheder efter valfart til Salzburg. Under modreformationen blev en stor del af protestanterne i Pinzgau og Zell am See forvist og måtte flytte til Preussen.
Napoleons felttog kunne også mærkes i Pinzgau, og i 1809 trængte franske tropper flere gange ind i området.
Først i 1810 fik "Zell am See" sit nuværende navn.
I 1875 åbnedes jernbanelinjen fra Salzburg over Bischofshofen og Zell am See videre til Innsbruck i Tyrol, og i 1898 påbegyndtes bygningen af Pinzgauer Lokalbahn fra Zell am See til Krimml.
Den 24. januar 1928 opnåede Zell am See stadsret.

## Turisme
Zell am Sees gamle bykerne er bygget på en halvø i Zellersee og er en turistattraktion både sommer og vinter. Sammen med kommunen Kaprun danner Zell am See Urlaubsregion Zell am See-Kaprun med mere end 14.000 senge; med over 2 mio. overnatninger er området et betydende turistcentrum i Østrig.
I sommersæsonen dominerer tysktalende gæster med 41 % fulgt af hollændere, belgiere, arabere og briter. Det store antal arabiske turister er noget usædvanligt for en så lille by – Zell am See har således 64 % af alle arabiske turister i delstaten Salzburg. De har omkring 140.000 overnatninger om året. Familier fra primært Kuwait og De Forenede Arabiske Emirater opholder sig i byen i op til seks uger ad gangen.